# グランド・アーミー
『グランド・アーミー』（原題: Grand Army）は、2020年に配信されたアメリカ合衆国のテレビドラマシリーズ。ブルックリン最大規模の公立高校グランド・アーミーの生徒達を描くティーンドラマ。原作・制作はケイティ・カピエロ、出演はオデッサ・アジオン、オードリー・ジーン、アミール・バゲリアなど。2020年10月16日にNetflixオリジナル作品として全世界へ配信されたが、2021年6月中旬に打ち切りが発表された。

## あらすじ
ブルックリン最大規模の公立高校グランド・アーミーに通う5人の生徒たち。近所で爆破事件が起こり、封鎖された校舎に閉じ込められた生徒たちに、数々の問題が降りかかる。

## キャスト

### メイン
ジョーイ
演 - オデッサ・アジオン、日本語吹替 - 大地葉
ドミニク
演 - オードリー・ジーン、日本語吹替 - 泊明日菜
シド
演 - アミール・バゲリア、日本語吹替 - 宮崎遊
ジェイソン
演 - マリク・ジョンソン、日本語吹替 - 下川諒
レイラ
演 - アマリア・ユウ、日本語吹替 - 川上ひろみ

### リカーリング
Tamika Jones
演 - ブリタニー・アデブモラ、日本語吹替 - 菊永あかり
Sonia Cruz
演 - Naiya Ortiz、日本語吹替 - 青山玲菜
ジョン
演 - アルフォンソ・R・ジョーンズ二世、日本語吹替 - 藤井隼
Tim Delaney
演 - セロニアス・S＝フリード、日本語吹替 - 鈴木崚汰
George Wright
演 - アンソニー・イッポリト、日本語吹替 - 村井雄治
Luke Friedman
演 - ブライアン・アルテマス、日本語吹替 - 福西勝也
Tor Sampson
演 - Crystal Nelson、日本語吹替 - 髙瀨友
Anna Delaney
演 - シドニー・O＝マイヤー、日本語吹替 - 東内マリ子
Meera Pakam
演 - アシュリー・ガンガー、日本語吹替 - 磯部莉菜子
Flora Mejia
演 - マルセラ・アヴェリナ、日本語吹替 - 高橋雛子
Rachel Finer
演 - ローラ・ブラックマン、日本語吹替 - 寺西はる
ヴィクター
演 - オーガスト・B・ローゼンスタイン、日本語吹替 - 時永ヨウ
Omar Biller
演 - Zac Kara
オーウェン
演 - ジェイデン・ジョーダン、日本語吹替 - 吉野貴大
ボー・オーロフ
演 - デヴィッド・アイアコノ、日本語吹替 - 合田葵
グレイス
演 - キアラ・グレイブス、日本語吹替 - 朝井彩加

## エピソード
| シーズン | シーズン | 話数 | 話数 | 放送期間       | 放送期間       |
| -------- | -------- | ---- | ---- | -------------- | -------------- |
|          | 1        | 9    | 9    | 2020年10月16日 | 2020年10月16日 |

＊各シーズン全話一斉配信

## 製作
2019年10月、本作の製作が発表される。主な撮影はトロントとニューヨークで行われた。予告編公開日にライターのMing Peifferは、クリエイターの1人に対する人種差別疑惑を理由に、彼女と他の2人の有色人種のライターがプロジェクトを辞めていたとTwitterで明かした。

## 評価

### 批評
本作は批評家から好意的な評価を受けている。批評集積サイトのRotten Tomatoesには7件のレビューがあり、批評家支持率は86%、平均点は10点満点で7.5点となっている。また、Metacriticには11件のレビューがあり、加重平均値は67/100となっている。